# Manuel Faißt
Manuel Faißt (ur. 11 stycznia 1993 w Furtwangen) – niemiecki kombinator norweski, srebrny medalista olimpijski, pięciokrotny medalista mistrzostw świata juniorów.

## Kariera
Po raz pierwszy na arenie międzynarodowej pojawił się 13 października 2007 roku, kiedy zajął 55. miejsce w zawodach juniorów metodą Gundersena w Oberstdorfie. W Pucharze Świata zadebiutował 5 grudnia 2009 roku w Lillehammer, zajmując 49. miejsce w Gundersenie. Pierwsze pucharowe punkty zdobył blisko dwa lata później - 26 listopada 2011 roku w Ruce, gdzie był trzydziesty. W sezonie 2011/2012 punktował jeszcze parokrotnie, najlepszy wynik uzyskując 10 grudnia 2011 w Ramsau, gdzie był siódmy. W klasyfikacji generalnej pozwoliło mu to zająć 35. miejsce. W 2012 roku wystąpił na mistrzostwach świata juniorów w Erzurum, zdobywając dwa medale: srebrny w Gundersenie oraz brązowy w sztafecie. Jeszcze lepiej wypadł na rozgrywanych rok później mistrzostwach świata juniorów w Libercu, gdzie zwyciężył w sprincie i Gundersenie, a wspólnie z kolegami z drużyny był także najlepszy w sztafecie. Na początku sezonu 2015/2016, 20 grudnia w Ramsau, Faißt po raz pierwszy w karierze stanął na podium zawodów Pucharu Świata, zajmując trzecie miejsce w Gundersenie. W zawodach tych wyprzedzili go tylko jego rodak - Eric Frenzel oraz Jarl Magnus Riiber z Norwegii.

## Osiągnięcia

### Igrzyska olimpijskie
| Miejsce | Dzień     | Rok  | Miejscowość | Konkurencja           | Wynik zwycięzcy | Strata | Zwycięzca      |
| ------- | --------- | ---- | ----------- | --------------------- | --------------- | ------ | -------------- |
| 4.      | 15 lutego | 2022 | Zhangjiakou | Gundersen HS140/10 km | 27:13,3         | +3,3   | Jørgen Graabak |
| 2.      | 17 lutego | 2022 | Zhangjiakou | Sztafeta HS140/4x5 km | 50:45,1         | +54,9  | Norwegia       |

### Mistrzostwa świata
| Miejsce | Dzień     | Rok  | Miejscowość      | Konkurencja           | Wynik zwycięzcy | Strata      | Zwycięzca          |
| ------- | --------- | ---- | ---------------- | --------------------- | --------------- | ----------- | ------------------ |
| 17.     | 24 lutego | 2017 | Lahti            | Gundersen HS100/10 km | 26:19,6 min     | +1:11,9 min | Johannes Rydzek    |
| 14.     | 22 lutego | 2019 | Seefeld in Tirol | Gundersen HS130/10 km | 23:43,0 min     | +1:18,5 min | Eric Frenzel       |
| 19.     | 4 marca   | 2021 | Oberstdorf       | Gundersen HS137/10 km | 23:11,1 min     | +3:23,7 min | Johannes Lamparter |
| 5.      | 25 lutego | 2023 | Planica          | Gundersen HS102/10 km | 24:36,3 min     | +42,1 s     | Jarl Magnus Riiber |
| 20.     | 4 marca   | 2023 | Planica          | Gundersen HS138/10 km | 23:42,6         | +3:28,5     | Jarl Magnus Riiber |
| 23.     | 1 marca   | 2025 | Trondheim        | Kompakt HS102/7,5 km  | 17:13,4         | +1:13,0     | Jarl Magnus Riiber |

### Mistrzostwa świata juniorów
| Miejsce | Dzień       | Rok  | Miejscowość  | Konkurencja           | Wynik zwycięzcy | Strata      | Zwycięzca           |
| ------- | ----------- | ---- | ------------ | --------------------- | --------------- | ----------- | ------------------- |
| 10.     | 27 stycznia | 2010 | Hinterzarten | Sprint HS106/5 km     | 12:55,4 min     | +44,0 s     | Junshirō Kobayashi  |
| 6.      | 27 stycznia | 2011 | Otepää       | Gundersen HS100/10 km | 26:37,7 min     | +1:39,2 min | Johannes Rydzek     |
| 4.      | 29 stycznia | 2011 | Otepää       | Sprint HS100/5 km     | 12:44,5 min     | +1:03,7 min | Marjan Jelenko      |
| 2.      | 22 lutego   | 2012 | Erzurum      | Gundersen HS109/10 km | 26:50,8 min     | +6,5 s      | Mattia Runggaldier  |
| 3.      | 24 lutego   | 2012 | Erzurum      | Sztafeta HS109/4x5 km | 51:16,9 min     | +35,3 s     | Austria             |
| 10.     | 25 lutego   | 2012 | Erzurum      | Sprint HS109/5 km     | 12:52,9 min     | +28,7 s     | Øystein Granbu Lien |
| 1.      | 23 stycznia | 2013 | Liberec      | Gundersen HS100/10 km | 24:51,0 min     | -           | -                   |
| 1.      | 25 stycznia | 2013 | Liberec      | Gundersen HS100/5 km  | 11:49,4 min     | -           | -                   |
| 1.      | 26 stycznia | 2013 | Liberec      | Sztafeta HS100/4x5 km | 47:46,9 min     | -           | -                   |

### Puchar Świata

#### Miejsca w klasyfikacji generalnej
- sezon 2009/2010: niesklasyfikowany
- sezon 2010/2011: niesklasyfikowany
- sezon 2011/2012: 35.
- sezon 2012/2013: 32.
- sezon 2013/2014: 26.
- sezon 2014/2015: 28.
- sezon 2015/2016: 11.
- sezon 2016/2017: 13.
- sezon 2017/2018: 15.
- sezon 2018/2019: 10.
- sezon 2019/2020: 10.
- sezon 2020/2021: 10.
- sezon 2021/2022: 16.
- sezon 2022/2023: 10.
- sezon 2023/2024: 7.
- sezon 2024/2025: 13.

#### Miejsca na podium chronologicznie
| Nr | Data              | Miejscowość | Konkurencja              | Wynik zwycięzcy | Pozycja | Strata      | Zwycięzca          |
| -- | ----------------- | ----------- | ------------------------ | --------------- | ------- | ----------- | ------------------ |
| 1. | 20 grudnia 2015   | Ramsau      | Gundersen HS98/10 km     | 21:56,5 min     | 3.      | +10,3 s     | Eric Frenzel       |
| 2. | 11 lutego 2017    | Sapporo     | Gundersen HS134/10 km    | 25:55,9 min     | 3.      | +12,3 s     | Akito Watabe       |
| 3. | 3 lutego 2018     | Hakuba      | Gundersen HS131/10 km    | 24:14,6 min     | 3.      | +1:12,6 min | Akito Watabe       |
| 4. | 29 listopada 2020 | Ruka        | Gundersen HS142/10 km    | 25:22,1 min     | 3.      | +6,4 s      | Jens Lurås Oftebro |
| 5. | 11 grudnia 2021   | Otepää      | Start masowy HS97/10 km  | 123,6 pkt       | 3.      | -17,2 pkt   | Jarl Magnus Riiber |
| 6. | 15 grudnia 2023   | Ramsau      | Start masowy HS98/10 km  | 139,2 pkt       | 3.      | -7,9 pkt    | Johannes Lamparter |
| 7. | 14 stycznia 2024  | Oberstdorf  | Kompakt HS106/7,5 km     | 18:43,9 min     | 3.      | +11,8 s     | Jarl Magnus Riiber |
| 8. | 1 grudnia 2024    | Ruka        | Start masowy HS142/10 km | 155,4 pkt       | 3.      | -1,6 pkt    | Vinzenz Geiger     |

### Puchar Kontynentalny

#### Miejsca w klasyfikacji generalnej
- sezon 2008/2009: 106.
- sezon 2009/2010: 44.
- sezon 2010/2011: 27.
- sezon 2011/2012: nie brał udziału
- sezon 2012/2013: nie brał udziału
- sezon 2013/2014: 49.

#### Miejsca na podium
Jak dotąd Faißt nie stawał na podium indywidualnych zawodów PK.

### Letnie Grand Prix

#### Miejsca w klasyfikacji generalnej
- 2010: 35.
- 2011: 19.
- 2012: 19.
- 2013: 15.
- 2014: 19.
- 2015: 13.
- 2016: 13.
- 2017: (39.)[5]
- 2018: (24.)[6]
- 2019: (36.)[7]
- 2021: nie brał udziału
- 2022: (28.)[8]
- 2023: (15.)[9]
- 2024: (5.)[10]

#### Miejsca na podium chronologicznie
| Nr | Data             | Miejscowość | Konkurencja           | Wynik zwycięzcy | Pozycja | Strata | Zwycięzca       |
| -- | ---------------- | ----------- | --------------------- | --------------- | ------- | ------ | --------------- |
| 1. | 31 sierpnia 2024 | Chaux-Neuve | Gundersen HS118/10 km | 20:56,2         | 2.      | +37,2  | Johannes Rydzek |